# Aileu (gemeente)
Aileu is een gemeente van Oost-Timor. Het heeft een bevolking van 36.889 inwoners en een totaal oppervlakte van 792 km². De hoofdstad is de gelijknamige stad Aileu. Er zijn vier postos administrativos: Aileu, Laulara, Lequidoe en Remexio.
Aileu ligt in het noordwesten van Oost-Timor en is samen met Ermera het enige gemeente dat niet aan zee ligt.
In de postos administrativos Aileu en Remexio wordt ook het Mambai gesproken.